# Позняк, Эдуард Генрихович
Эдуа́рд Ге́нрихович Позня́к (1 мая 1923, Оренбург — 3 октября 1993) — математик, профессор кафедры математики физического факультета МГУ, лауреат Государственной премии СССР, заслуженный деятель науки РСФСР.

## Биография
Вскоре после рождения был увезён родителями в Алма-Ату, где в 1940 году окончил среднюю школу. В том же году поступил на физико-математический факультет Казахского государственного университета, откуда в 1945 году перевёлся в МГУ.
В 1947 году окончил Московский государственный университет, механико-математический факультет, в 1950 году — аспирантуру этого факультета, впоследствии остался работать на физическом факультете (с 1951 года).
Кандидат физико-математических наук (1950), диссертацию выполнил под руководством Н. В. Ефимова. С 1967 года — доктор физико-математических наук. В 1980 году совместно с В. А. Ильиным стал лауреатом Государственной премии СССР за учебники «Аналитическая геометрия», «Линейная алгебра» и «Основы математического анализа».

## Научная деятельность
Является основоположником геометрического направления исследований на кафедре математики физического факультета МГУ. Им получены фундаментальные результаты по теории бесконечно малых изгибаний поверхностей, теории изометрических погружений «в целом» двумерных метрик отрицательной и знакопеременной кривизны в евклидовы пространства. Э. Г. Позняком (совместно с Н. В. Ефимовым) впервые было получено обобщение знаменитой теоремы Гильберта о непогружаемости плоскости Лобачевского в трёхмерное евклидово пространство.
Достижениями геометрической школы Э. Г. Позняка являются фундаментальные результаты по геометрическому исследованию уравнений типа синус-Гордона и Чебышёва — ключевых уравнений различных разделов физики, а также создание единой геометрической концепции нелинейных дифференциальных уравнений современной математической физики на базе геометрии Лобачевского.

### Научные труды
- Уравнение синус-Гордона: геометрия и физика / Э. Г. Позняк, А. Г. Попов. — М.: Знание, 1991. — 44 с.: ил.; 24 см. — (Новое в жизни, науке, технике. Математика, кибернетика; 6/1991). — Библиогр.: с. 44 (10 назв.). — ISBN 5-07-002013-7
- Ильин В. А., Позняк Э. Г. Основы математического анализа — М.: Физматлит, т. 1, изд. 7, 2004; т. 2, изд. 5-е, 2004;
- Ильин В. А., Позняк Э. Г. Линейная алгебра — М.: Физматлит, изд. 6-е, 2004;
- Ильин В. А., Позняк Э. Г. Аналитическая геометрия — М.: Физматлит, изд. 7, 2004;